# 東京アウトローズ
東京アウトローズ（とうきょうアウトローズ）は、かつて存在した経済事件系の独立系ニュースサイト。

## 概要
「われわれに失うものはない！すべてを疑え！汝の道を行け、しかして、あとは人の語るにまかせよ！」と「安倍極右政権打倒、カジノ化する資本主義体制を粉砕、体制の補完物である大手メディア批判。」を標榜し、大手マスメディアの新聞・テレビでは取り上げられることがない経済事件を主に扱っていた。

## 歴史
2002年1月28日に創刊した独立系ニュースサイトの先駆者。財界展望の記者の奥村順一とフリージャーナリストの山岡俊介を中心に2002年1月に立ち上げた日本で最初であろうと言われる独立系ニュースサイト。発行人を奥村順一、初代編集長を山岡俊介としたが、2004年9月、山岡俊介が編集方針の相違などを理由に辞任した後は、奥村順一が発行人と編集長を兼務している。また、2005年4月、山岡俊介は自らの独立系ニュースサイトストレイドッグ（アクセスジャーナルの前身）を新たに立ち上げた。

### 山岡俊介との確執
ジャーナリスト宅盗聴事件の原因となった武富士に内部資料を1億円で買い取らせようとした恐喝未遂事件（別名武富士スキャンダル）で、大塚万吉こと趙万吉は逮捕されて懲役1年8か月の実刑判決が確定したが、山岡俊介は2004年4月7日に武富士との間で示談を成立させて多額の示談金を得ていた。そして、山岡俊介はその示談金は合法的な金員であると主張したことから、奥村順一は「我慢の限界」を超えたとして、「警察権力と癒着し、事件屋・大塚万吉こと趙万吉らと結託するアクセスジャーナル山岡俊介を徹底糾弾せよ！！」と公に標榜した。その後、奥村順一も山岡俊介もお互いに糾弾報道を開始した。
2017年7月から12月までの６ヶ月間の期間に、そのような13年以上の永きに亘る確執を見るに見かねた週刊報道サイト主筆佐藤昇が、「東京アウトローズとアクセスジャーナルと週刊報道サイトの三者が力を一つに合わせ、報道の力で、驕る権力者達から本来の主権者である日本国民に天下を獲り戻せるように、報道の原点である権力の監視の使命を三者で共に果たすことはできないのですか！？」と何度も提案したが、奥村順一も山岡俊介もお互いのどちらかが死ぬまで糾弾報道を続けると述べて、佐藤昇からの提案は一蹴された。

2019年10月15日、奥村順一は肺がんを患ったことにより報道活動継続が困難となり、東京アウトローズがアクセス不能となったことで、山岡俊介との確執は終息に向かうと思われている。

2021年5月15日、奥村順一が死去した。享年63歳だった。。

2021年12月9日、奥村順一を偲ぶ会が行われた。

### 半田修平の独立
東京アウトローズの記者として、エナリスやミュゼプラチナムの粉飾決算事件などを報じたスクープを連発した半田修平が独立して、2016年6月、自らの独立系ニュースサイトアウトサイダーズ・レポートを新たに立ち上げた。

こちらは、「総提灯記事化」する経済メディアへの対抗を標榜した、円満なのれん分けによる独立であるため、奥村順一も半田修平を応援している。

## 沿革
- 2002年（平成14年）1月28日 - 東京アウトローズが設立される。
- 2004年（平成16年）9月 - 編集長山岡俊介が辞任する。
- 2016年（平成28年）6月 - 記者半田修平が独立し、アウトサイダーズ・レポートを設立する。
- 2019年（令和元年）10月15日 - 東京アウトローズがアクセス不能になる。
- 2020年（令和2年）1月 - アウトサイダーズ・レポートが半田修平の多忙を理由に月一度の更新になる。
- 2021年（令和3年）5月15日 - 奥村順一が死去。
- 2021年（令和3年）12月9日 - 奥村順一を偲ぶ会が行われ、主催者佐藤昇が弔辞を読み上げ、集まった多くの報道関係者が冥福を祈った[3]。